# Nachal Atudim
Nachal Atudim (hebrejsky נחל עתודים) je vádí v jižním Izraeli, v centrální části Negevské pouště.
Začíná v nadmořské výšce přes 450 metrů poblíž vrchů Giv'ot Tnan. Směřuje pak k severu kopcovitou pouštní krajinou, přičemž míjí rozptýlené beduínské osídlení. Jižně od dálnice číslo 25 a železniční trati Beerševa - Dimona ústí zleva do vádí Nachal Pelet.